# Alto Ipaguazu
Alto Ipaguazu ist eine Streusiedlung im Departamento Tarija im südamerikanischen Andenstaat Bolivien.

## Lage
Alto Ipaguazu liegt in der Provinz Burnet O’Connor und ist zentraler Ort im Cantón Ipaguazu im Municipio Entre Ríos. Alto Ipaguazu liegt auf einer Höhe von 1402 m am Oberlauf der Quebrada Tacosol, die hier in nordöstlicher Richtung fließt.

## Geographie
Alto Ipaguazu liegt in der bolivianischen Cordillera Oriental im Übergangsgebiet zwischen dem bolivianischen Altiplano und dem dünn besiedelten Gran Chaco im Tiefland. Das Klima ist subtropisch und durch einen deutlichen Gegensatz zwischen Trockenzeit und Regenzeit gekennzeichnet.
Die jährliche Niederschlagssumme beträgt 800 mm (siehe Klimadiagramm Entre Ríos), die Monate Mai bis Oktober sind arid mit Monatsniederschlägen von weniger als 15 mm, die Sommermonate von Dezember bis März weisen NMonatswerte zwischen 100 und 160 mm auf. Die durchschnittliche Jahrestemperatur für Entre Ríos beträgt 21,5 °C die Monatstemperaturen schwanken zwischen 16 °C im Juni und 25 °C im Januar.

## Verkehrsnetz
Alto Ipaguazu liegt in einer Entfernung von 163 Straßenkilometern östlich von Tarija, der Hauptstadt des Departamentos.
Durch Tarija verläuft in Nord-Süd-Richtung die Nationalstraße Ruta 1, die das bolivianische Hochland von Norden nach Süden durchquert und von Desaguadero an der Grenze zu Peru über die Metropolen El Alto, Oruro und Potosí nach Tarija führt, und von dort weiter nach Bermejo an der Grenze zu Argentinien.
Acht Kilometer südöstlich des Stadtzentrums von Tarija zweigt die Nationalstraße Ruta 11 in östlicher Richtung von der Ruta 1 ab und führt über Junacas Sur und Canaletas nach Entre Ríos und weiter über El Pajonal und Sereré Norte nach Villamontes und schließlich nach Cañada Oruro an der Grenze zu Paraguay.
Hinter Sereré Norte folgt man der Ruta 11 in östlicher Richtung weitere 29 Kilometer, bis in einer Rechtskurve eine Nebenstraße in nördlicher Richtung abzweigt, die nach elf Kilometern die Streusiedlung Alto Ipaguazu erreicht.

## Bevölkerung
Die Einwohnerzahl der Ortschaft ist in dem Jahrzehnt zwischen den beiden letzten Volkszählungen um ein Fünftel zurückgegangen:
| Jahr | Einwohner         | Quelle       |
| ---- | ----------------- | ------------ |
| 1992 | keine Detaildaten | Volkszählung |
| 2001 | 128               | Volkszählung |
| 2012 | 103               | Volkszählung |
| 2024 |                   | Volkszählung |

Die Region um Entre Ríos herum ist heute noch eines der Kerngebiete des Guaraní-Volkes, das seit Jahrtausenden das Paraná-Becken besiedelt.